# Grand Prix automobile de Belgique 2013
GP précédent GP suivant
Le Grand Prix automobile de Belgique 2013 (2013 Formula 1 Shell Belgian Grand Prix), disputé le 25 août 2013 sur le circuit de Spa-Francorchamps, est la 889e épreuve du championnat du monde de Formule 1 courue depuis 1950. Il s'agit de la soixante-huitième édition du Grand Prix de Belgique, la cinquante-huitième comptant pour le championnat du monde de Formule 1, la cinquante-cinquième se tenant à Spa-Francorchamps, et de la onzième manche du championnat 2013.
Lewis Hamilton obtient, le samedi, sa quatrième pole position consécutive, sa cinquième de la saison et la trente-et-unième de sa carrière, à l'issue d'une séance de qualification aux conditions météorologiques changeantes : Fernando Alonso réalise le meilleur temps sur une piste mouillée en première manche, Kimi Räikkönen est le plus rapide sur une piste sèche en deuxième manche et Paul di Resta, seul pilote à prendre la piste en pneus intermédiaires au début de la troisième manche alors que la pluie se remet à tomber, est en pole position provisoire quand, dans les dernières secondes, sur une piste s'asséchant, quatre pilotes battent finalement son temps. 
Le Grand Prix est largement dominé par Sebastian Vettel, qualifié en première ligne aux côtés d'Hamilton et qui le dépasse peu après le départ, à la sortie du Raidillon de l'Eau Rouge, pour prendre la tête et s'imposer au terme des quarante-quatre tours disputés sur le sec, sans jamais avoir été inquiété. Il remporte sa cinquième course de la saison et, avec 197 points, porte son avance en tête du championnat sur Fernando Alonso à 46 points. Le pilote Ferrari, remonté de la neuvième place sur la grille pour finir second de la course, reprend la deuxième place du classement des pilotes avec 151 points. Lewis Hamilton, troisième de l'épreuve, prend également la troisième place du championnat avec 139 points tandis que Kimi Räikkönen, qui a abandonné, chute à la quatrième place du classement mondial ; suivent Mark Webber (cinquième du Grand Prix) avec 115 points, Nico Rosberg (quatrième de la course) avec 84 points.
Au classement des constructeurs, Red Bull Racing reste en tête avec 312 points, devant Mercedes Grand Prix (235 points), Ferrari (218 points) et Lotus (187 points). McLaren (65 points) passe devant Force India (61 points) ; suivent Toro Rosso (25 points), Sauber (7 points) et Williams (1 point). Neuf des onze écuries engagées au championnat ont marqué des points, Caterham et Marussia n'en ayant pas encore inscrit.

## Essais libres

### Première séance, le vendredi de 10 h à 11 h 30
| Pos. | Pilote           | Voiture              | Chrono         | Écart     |
| ---- | ---------------- | -------------------- | -------------- | --------- |
| 1    | Fernando Alonso  | Ferrari              | 1 min 55 s 198 |           |
| 2    | Paul di Resta    | Force India-Mercedes | 1 min 55 s 224 | + 0 s 026 |
| 3    | Adrian Sutil     | Force India-Mercedes | 1 min 55 s 373 | + 0 s 175 |
| 4    | Sergio Pérez     | McLaren-Mercedes     | 1 min 55 s 518 | + 0 s 320 |
| 5    | Nico Rosberg     | Mercedes             | 1 min 55 s 614 | + 0 s 416 |
| 6    | Sebastian Vettel | Red Bull-Renault     | 1 min 55 s 636 | + 0 s 438 |

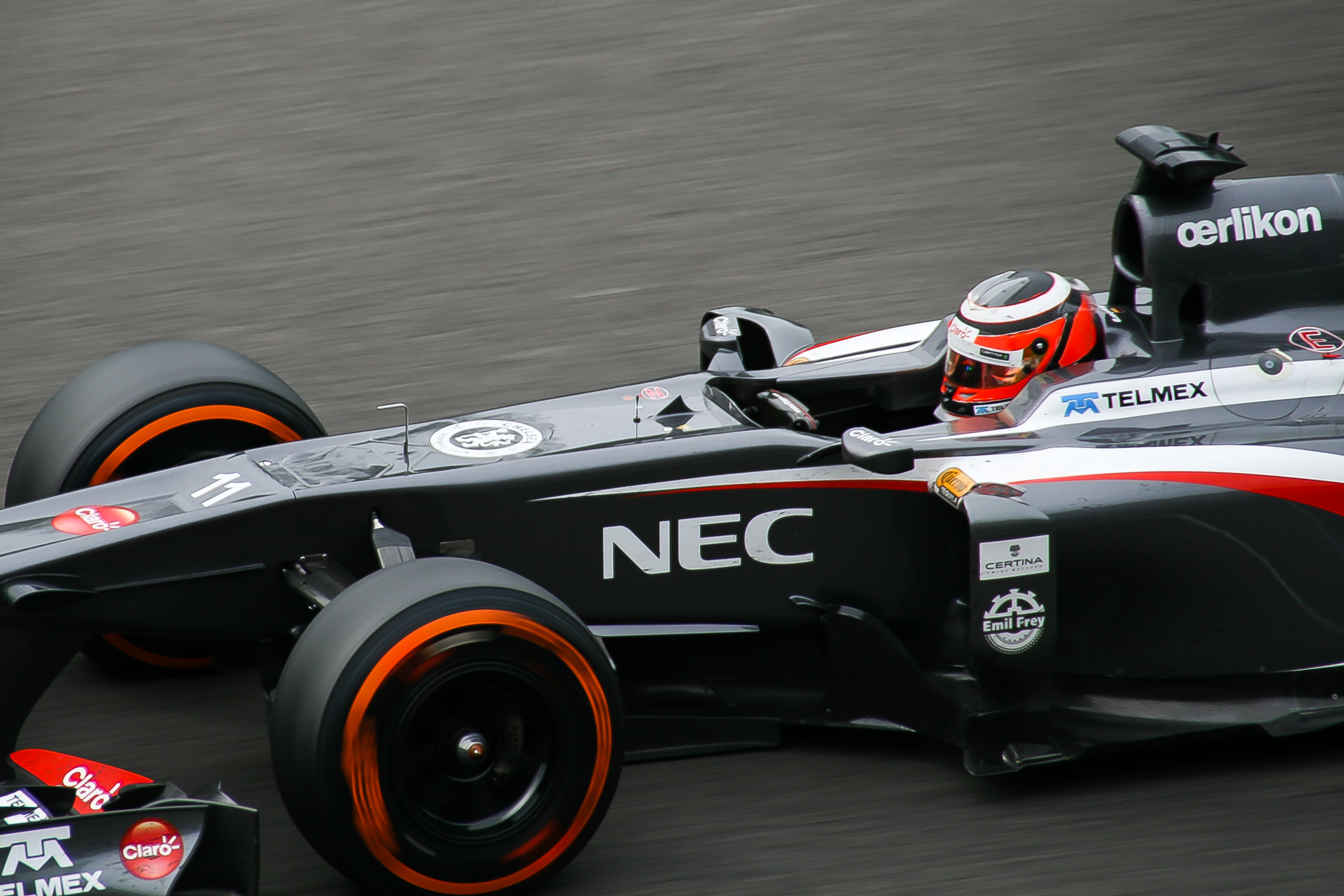
Nico Hülkenberg au Grand Prix de Belgique 2013.

La première séance d'essais libres du Grand Prix de Belgique débute sur une piste mouillée, forçant les pilotes à boucler leur tour d'installation en pneus intermédiaires ou en pneus pleine pluie. Après quinze minutes, les premiers pilotes se relancent en piste, tous chaussés en pneus intermédiaires et Jules Bianchi établit le temps de référence en 2 min 07 s 578, temps amélioré quelques instants plus tard par Jenson Button en 2 min 00 s 510,,.
À la mi-séance, Mark Webber s'élance le premier avec des pneus pour piste sèche au volant de sa Red Bull revêtue de peinture au niveau du diffuseur arrière afin de procéder à des tests aérodynamiques. L'Australien améliore progressivement ses temps sur une piste toujours humide dans les premier et dernier secteurs. Il boucle son meilleur tour en 2 min 03 s 956, à plus de 3 secondes de Button avant de rejoindre son stand,,. 
Quelques instants plus tard, Button, Sebastian Vettel, Valtteri Bottas et Sergio Pérez prennent à leur tour la piste en pneus slick et Pérez remplace son coéquipier en tête du classement en 2 min 00 s 439. Button reprend son bien en 1 min 58 s 940, Nico Rosberg améliore en 1 min 58 s 412 ; Button repasse en tête en 1 min 58 s 395 mais Daniel Ricciardo tourne ensuite en 1 min 58 s 350. Jenson Button repasse une nouvelle fois en tête en 1 min 57 s 337 avant de céder sa place à Fernando Alonso (1 min 57 s 167). Sergio Pérez améliore le temps d'Alonso (1 min 56 s 371) mais l'Espagnol reprend le commandement en 1 min 56 s 077 ; Pérez ne s'avoue pas vaincu et améliore en 1 min 55 s 518,,. 
À vingt-cinq minutes du drapeau à damier, sur une piste continuant à s'assécher, les pilotes ne cessent d'améliorer leurs performances. Paul di Resta passe en tête en 1 min 55 s 224 mais s'incline devant Alonso (1 min 55 s 198). La pluie fait alors son apparition, forçant tous les pilotes à rentrer alors qu'il reste un peu plus de dix minutes dans la séance. Certains pilotes se relancent dans les derniers instants, sans espoir d'améliorer leurs temps,,.
- Heikki Kovalainen, pilote essayeur chez Caterham F1 Team, remplace Charles Pic lors de cette séance d'essais.

### Deuxième séance, le vendredi de 14 h à 15 h 30
| Pos. | Pilote           | Voiture              | Chrono         | Écart     |
| ---- | ---------------- | -------------------- | -------------- | --------- |
| 1    | Sebastian Vettel | Red Bull-Renault     | 1 min 49 s 331 |           |
| 2    | Mark Webber      | Red Bull-Renault     | 1 min 49 s 390 | + 0 s 059 |
| 3    | Romain Grosjean  | Lotus-Renault        | 1 min 50 s 149 | + 0 s 818 |
| 4    | Felipe Massa     | Ferrari              | 1 min 50 s 164 | + 0 s 833 |
| 5    | Jean-Éric Vergne | Toro Rosso - Ferrari | 1 min 50 s 253 | + 0 s 922 |
| 6    | Kimi Räikkönen   | Lotus-Renault        | 1 min 50 s 318 | + 0 s 987 |

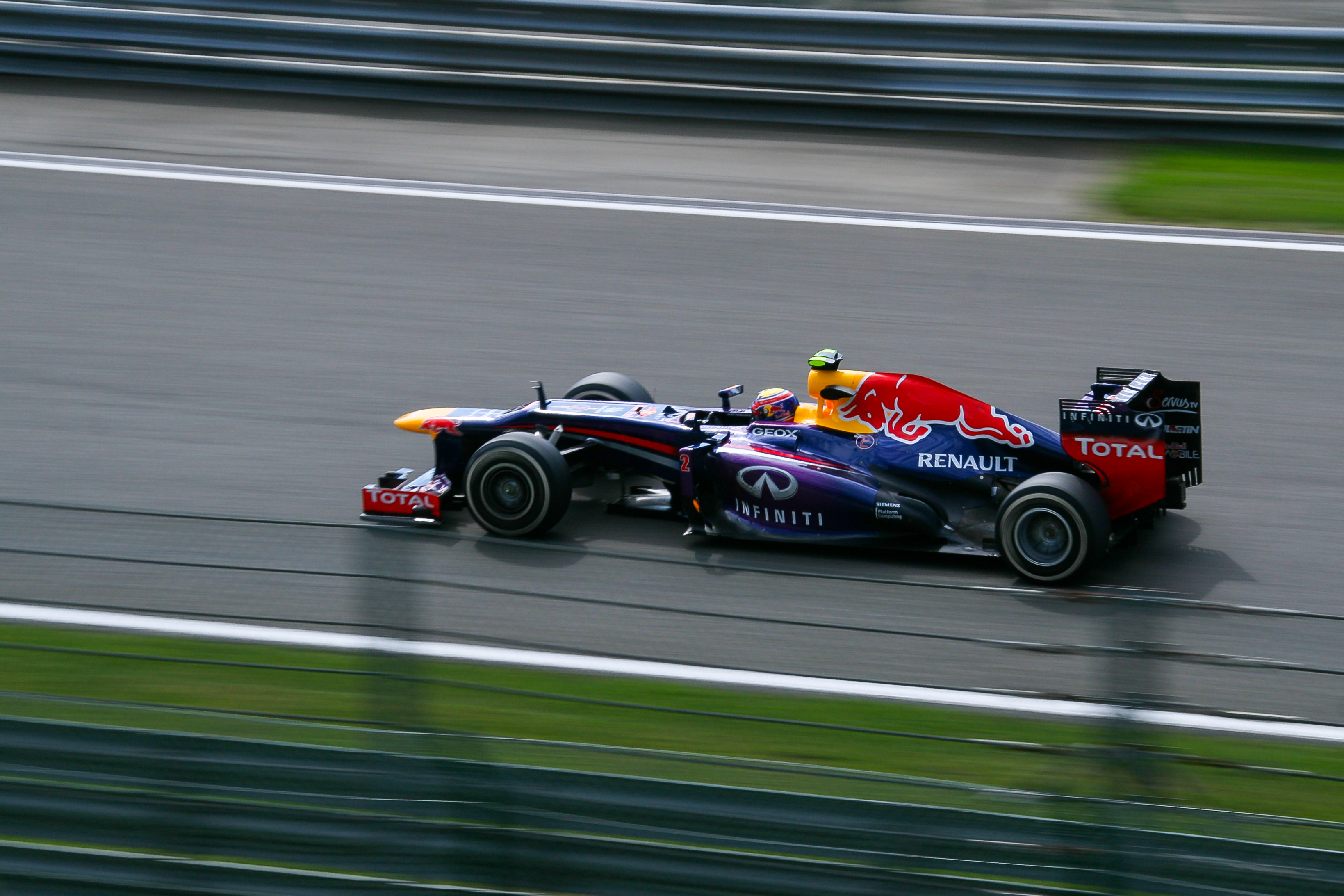
Mark Webber lors de la deuxième séance d'essais libres.

La deuxième séance d'essais libres commence sous le soleil et sur une piste sèche, la température de l'air est de 22 °C et il fait 29 °C sur la piste ; les pilotes s'élancent immédiatement pour rattraper le temps perdu durant la matinée à cause de la pluie et de la piste mouillée. Daniel Ricciardo fixe le temps de référence en 1 min 52 s 558,,. 
Paul di Resta, deuxième meilleur temps le matin, prend la tête en 1 min 52 s 287 avant d'être battu par Pastor Maldonado (1 min 52 s 104) et Felipe Massa (1 min 51 s 699). Mark Webber prend le commandement en 1 min 51 s 317 mais Massa améliore à nouveau en 1 min 51 s 125. Sebastian Vettel se porte alors en tête en deux temps (1 min 50 s 867 puis 1 min 50 s 555) alors que la séance a commencé depuis vingt minutes,,. 
Daniel Ricciardo entre alors en piste avec le mélange le plus tendre proposé par Pirelli et réalise le septième temps en 1 min 51 s 447. Chaussé des mêmes pneus, Mark Webber prend la tête en 1 min 49 s 390 puis cède sa place à son coéquipier Vettel qui, en 1 min 49 s 331, réalise le meilleur temps de la session, les équipes choisissant, durant la seconde partie de la séance, de travailler à la préparation de la course en variant les quantités d'essence embarquée,,. 
À vingt minutes du terme, Sebastian Vettel est victime d'une crevaison à l'arrière-droit et endommage son fond plat tandis que Giedo van der Garde sort de la piste dans le virage no 15, sans trop endommager sa monoplace dans le mur de pneus,,. Charles Pic reçoit sa première réprimande de la saison pour avoir failli toucher Sebastian Vettel à la chicane de l'arrêt de bus : le Français, voulant dépasser son coéquipier Giedo Van der Garde a été à deux doigts de l'accrocher ; pour éviter de se toucher les deux pilotes doivent virer large et, en revenant en piste, Pic a coupé la trajectoire de Sebastian Vettel. Les commissaires ont donné une réprimande à Pic pour « avoir causé une situation dangereuse en rejoignant le circuit. »,

### Troisième séance, le samedi de 11 h à 12 h
| Pos. | Pilote           | Voiture            | Chrono         | Écart     |
| ---- | ---------------- | ------------------ | -------------- | --------- |
| 1    | Sebastian Vettel | Red Bull-Renault   | 1 min 48 s 327 |           |
| 2    | Fernando Alonso  | Ferrari            | 1 min 48 s 432 | + 0 s 105 |
| 3    | Mark Webber      | Red Bull-Renault   | 1 min 48 s 533 | + 0 s 206 |
| 4    | Jean-Éric Vergne | Toro Rosso-Ferrari | 1 min 48 s 776 | + 0 s 449 |
| 5    | Felipe Massa     | Ferrari            | 1 min 48 s 788 | + 0 s 461 |
| 6    | Jenson Button    | McLaren-Mercedes   | 1 min 48 s 882 | + 0 s 555 |

La troisième et dernière séance d'essais libres commence sur une piste sèche. Il fait encore très frais à Spa et si la pluie n'est pas de la partie, la forte couverture nuageuse laisse penser aux météorologues que des averses risquent de faire leur apparition dans l'après-midi. Sebastian Vettel et Fernando Alonso ayant été victimes de crevaisons la veille, les pilotes et les écuries doivent faire attention à la tenue de leurs pneumatiques,,. Pirelli explique ces crevaisons du pneu arrière-droit par le fait que Vettel et Alonso auraient roulé sur des débris en piste mais les pilotes ne semblent pas vraiment convaincus par cette explication. Charlie Whiting, délégué à la sécurité de la FIA et directeur de course, doit examiner ces pneus avec Paul Hembery et Mario Isola, les deux responsables de Pirelli. Hembery déclare : « C'est une inquiétude et nous devons trouver une explication. Pour ce qui concerne la Red Bull, il semble que quelque chose ait frotté la surface du pneu avant de la percer. Sur le pneu de la Ferrari, il y a clairement deux trous sur le sommet de la bande de roulement. Nous allons observer ce qu'il y a sur le circuit entre les virages no 13 et no 15. Nous allons faire de notre mieux pour identifier la cause, nous ne parlons pas ici dun scénario tel que celui que nous avons vécu à Silverstone. » Mark Webber reste dubitatif quant à ces explications et déclare : « Nous avons besoin de réponses à nos questions et celle qui dit qu'il y a des débris n'est pas la bonne. » Pirelli annonce peu après avoir trouvé la cause de ces deux crevaisons : les ingénieurs du manufacturier italien se sont rendus sur le lieu de la crevaison de Vettel et ont découvert une pièce métallique dans le virage no 13, un lest perdu par Kimi Räikkönen qui s'est coincé entre le pneu et le sol pour Vettel et sur lequel Alonso a ensuite roulé,.
Max Chilton, sur Marussia F1 Team est le premier en piste dès l'apparition du drapeau vert, rapidement suivi par d'autres qui passent les dix premières minutes de la session à faire des essais de départ depuis la sortie des stands. Pastor Maldonado fixe le temps de référence en 1 min 52 s 479, performance rapidement améliorée par son coéquipier Valtteri Bottas (1 min 51 s 140), alors que seules sept monoplaces sont en piste. Les pilotes multiplient les erreurs en début de séance, particulièrement au niveau du virage no 11, entre l'épingle de Bruxelles et le double-gauche de Pouhon, Paul di Resta et Felipe Massa passant notamment très près du mur de pneus,,. 
Sergio Pérez prend l'avantage en 1 min 50 s 548 mais Bottas améliore à nouveau en 1 min 49 s 806. Kimi Räikkönen pointe un temps en tête en 1 min 49 s 759 mais il s'incline face à Jean-Éric Vergne (1 min 49 s 479), tous les pilotes tournant pour le moment en pneus durs. À la mi-séance, Vergne mène devant Räikkönen, Bottas, Rosberg et Alonso,,. 
Dans les derniers instants de la session, Adrian Sutil chausse le premier les pneus tendres et prend la tête en 1 min 49 s 122. Les pilotes chaussent alors tous leurs pneus tendres et Fernando Alonso améliore en 1 min 48 s 432 avant d'être battu par Vettel en 1 min 48 s 327, meilleur temps de la séance,,.

## Séance de qualifications

### Résultats des qualifications

#### Session Q1

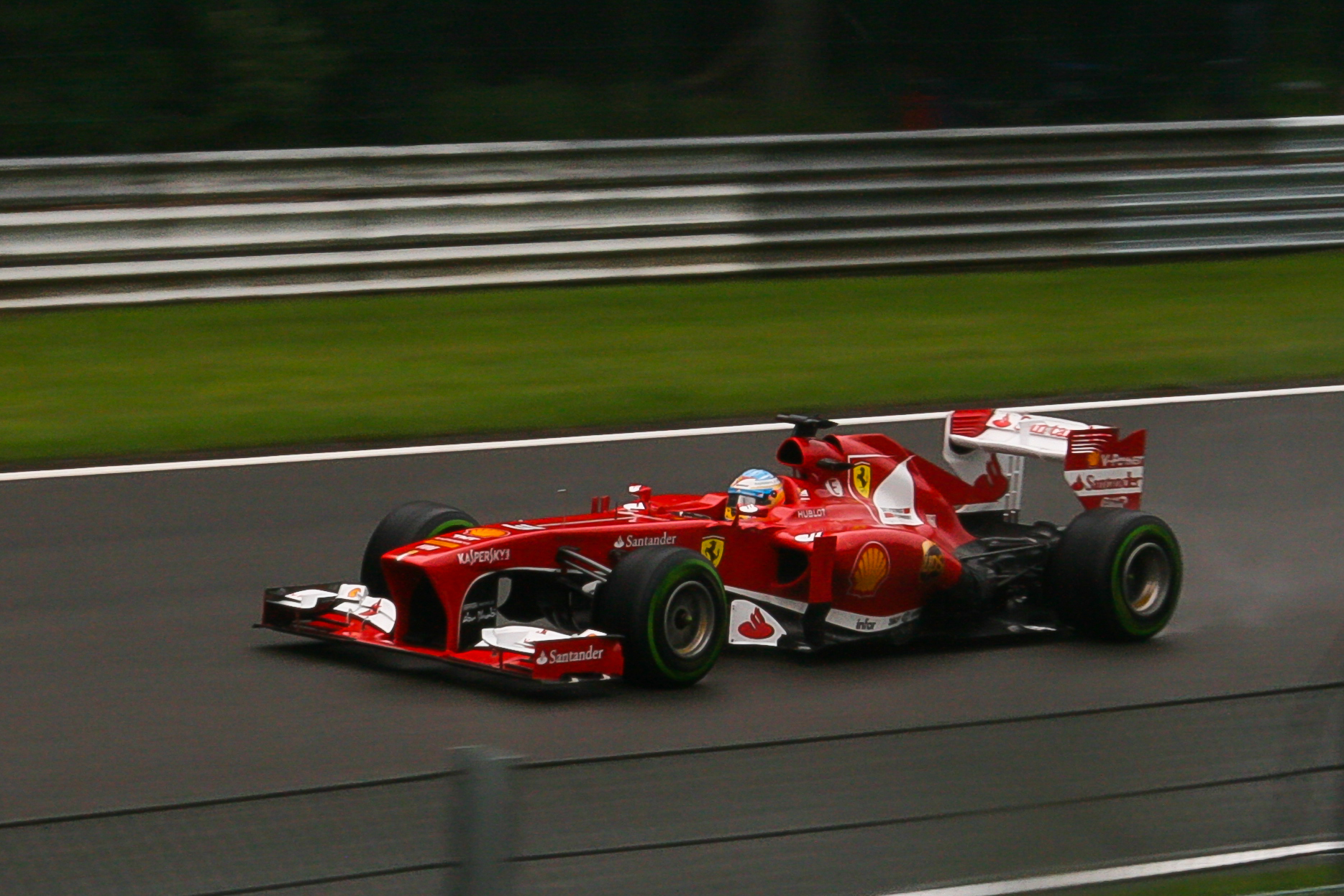
Fernando Alonso lors de la séance Q1 des qualifications.

La séance qualificative du Grand Prix de Belgique commence sur une piste détrempée, la pluie étant apparue dix minutes avant le début de la première session. Les pilotes, pratiquement tous chaussés en pneus intermédiaires, ne tardent pas à s'élancer en piste : si les conditions ne sont pas bonnes, elles peuvent rapidement devenir encore plus mauvaises. Nico Rosberg fixe le temps de référence en 2 min 06 s 865, juste devant son coéquipier Hamilton, alors que la pluie diminue d'intensité,,.
Esteban Gutiérrez intercale sa Sauber entre les deux Mercedes juste avant que les deux Red Bull ne prennent les commandes, Sebastian Vettel, en 2 min 06 s 279, devançant Webber. De nombreux pilotes semblent en difficulté avec les conditions de piste et effectuent plusieurs sorties de route, comme Maldonado, Adrian Sutil ou Hamilton,,. 
Fernando Alonso, en 2 min 06 s 209, améliore légèrement puis s'incline face à Lewis Hamilton (2 min 04 s 618) et son coéquipier Nico Rosberg (2 min 03 s 883). Alors qu'il reste sept minutes avant le drapeau à damier, de nombreux pilotes rentrent changer de pneus : certains remontent en piste en pneus slicks, d'autres en intermédiaires. Les équipes les moins bien classées en championnat du monde prennent le risque de relancer leurs pilotes en pneus pour le sec, n'ayant que peu à perdre. Ainsi chaussé, Pastor Maldonado prend la tête en 2 min 03 s 072 mais est aussitôt relayé en tête du classement par Paul di Resta (2 min 02 s 338), Nico Hülkenberg (2 min 01 s 712) puis Mark Webber (2 min 01 s 597),,.
Les pilotes Mercedes reprennent ensuite les rênes, Rosberg tournant en 2 min 01 s 099 et Hamilton en 2 min 00 s 368. Alors que le drapeau à damier est agité, Fernando Alonso n'est toujours pas dans la zone de qualification : il compte sur ce dernier tour lancé pour se qualifier et réalise la meilleure performance de la première phase qualificative en 2 min 00 s 190,,.
Les six pilotes éliminés sont Charles Pic, Esteban Gutiérrez, Valtteri Bottas et son coéquipier Pastor Maldonado, Daniel Ricciardo et son coéquipier Jean-Éric Vergne. Les deux Marussia F1 Team de Jules Bianchi et Max Chilton ainsi que la Caterham F1 Team de Giedo van der Garde (troisième temps qualificatif) accèdent ainsi à la seconde phase des qualifications,,.

#### Session Q2
Les pilotes se relancent tous en piste en pneus pour le sec bien que la pluie menace de tomber en cours de séance. Mark Webber et les pilotes Ferrari, Fernando Alonso et Felipe Massa, sont les seuls à chausser les pneus durs, les autres optant pour les tendres,,.
Webber réalise le premier tour lancé en 1 min 50 s 128, soit dix secondes plus vite qu'en fin de session précédente, mais son temps est immédiatement amélioré par Alonso en 1 min 50 s 085. Alors que Lewis Hamilton rentre au stand pour chausser des pneus durs, Webber repasse en tête en 1 min 50 s 083 mais sa performance est battue par Kimi Räikkönen en 1 min 49 s 323,,.
À quelques minutes de la fin de session, tous les pilotes chaussent leurs pneus tendres et Sebastian Vettel prend la tête en  1 min 48 s 833. Son coéquipier Webber améliore en 1 min 48 s 641, Alonso tourne ensuite en 1 min 48 s 309 puis Räikkönen établit le meilleur temps en 1 min 48 s 296,,.
Nico Rosberg et Massa se battent jusqu'au bout pour assurer leur qualification, étant encore dans la zone rouge à une minute du drapeau à damier. Jenson Button et Hamilton, dans le même cas, se qualifient in extremis dans leur dernier tour ; les six pilotes éliminés sont Jules Bianchi et son coéquipier Max Chilton, Giedo van der Garde, Sergio Pérez, Adrian Sutil et Nico Hülkenberg,,.

#### Session Q3
Les pilotes qualifiés remontent tous en piste en pneus tendres sauf Paul di Resta qui choisit les pneus intermédiaires alors qu'il se remet à pleuvoir sur certaines parties du circuit. Tous les pilotes doivent donc regagner leur stand pour changer de pneumatiques sans avoir réalisé de tour chronométré tandis que di Resta poursuit son effort et tourne en 2 min 02 s 332 : il reste longtemps en haut du classement car la pluie s'intensifie,,.
Lorsque la pluie se met à se calmer, dans les derniers instants de la session, Nico Rosberg se place en deuxième position provisoire en 2 min 02 s 873, Felipe Massa étant troisième à plus d'une seconde (2 min 04 s 059). Si Vettel n'est que huitième, ses rivaux au championnat, Fernando Alonso et Kimi Räikkönen, sont toutefois derrière lui. Convaincu d'avoir réalisé la pole position, di Resta rentre aux stands et sort de sa monoplace alors que Rosberg améliore son temps d'un dixième de seconde 2 min 02 s 251,,.
Mark Webber passe ensuite en tête en 2 min 01 s 325 puis son coéquipier Sebastian Vettel tourne en 2 min 01 s 200. Dans les dernières secondes, Lewis Hamilton, en 2 min 01 s 012, réalise sa quatrième pole position consécutive de la saison,,.

### Grille de départ

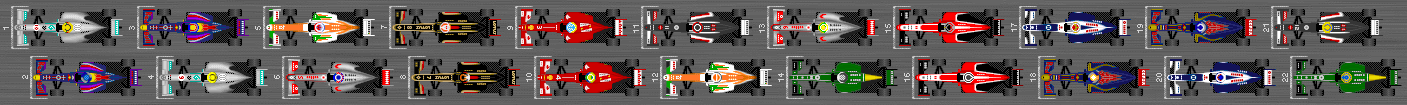
La grille de qualification et de départ du Grand Prix de Belgique 2013.

| Pos.                                                                                      | Pilote              | Écurie               | Qualifications 1 | Qualifications 2 | Qualifications 3 |
| ----------------------------------------------------------------------------------------- | ------------------- | -------------------- | ---------------- | ---------------- | ---------------- |
| 1                                                                                         | Lewis Hamilton      | Mercedes             | 2 min 00 s 368   | 1 min 49 s 067   | 2 min 01 s 012   |
| 2                                                                                         | Sebastian Vettel    | Red Bull-Renault     | 2 min 01 s 863   | 1 min 48 s 646   | 2 min 01 s 200   |
| 3                                                                                         | Mark Webber         | Red Bull-Renault     | 2 min 01 s 597   | 1 min 48 s 641   | 2 min 01 s 325   |
| 4                                                                                         | Nico Rosberg        | Mercedes             | 2 min 01 s 099   | 1 min 48 s 552   | 2 min 02 s 251   |
| 5                                                                                         | Paul di Resta       | Force India-Mercedes | 2 min 02 s 338   | 1 min 48 s 925   | 2 min 02 s 332   |
| 6                                                                                         | Jenson Button       | McLaren-Mercedes     | 2 min 01 s 301   | 1 min 48 s 641   | 2 min 03 s 075   |
| 7                                                                                         | Romain Grosjean     | Lotus-Renault        | 2 min 02 s 476   | 1 min 48 s 649   | 2 min 03 s 081   |
| 8                                                                                         | Kimi Räikkönen      | Lotus-Renault        | 2 min 01 s 151   | 1 min 48 s 296   | 2 min 03 s 390   |
| 9                                                                                         | Fernando Alonso     | Ferrari              | 2 min 00 s 190   | 1 min 48 s 309   | 2 min 03 s 482   |
| 10                                                                                        | Felipe Massa        | Ferrari              | 2 min 01 s 462   | 1 min 49 s 020   | 2 min 04 s 059   |
| 11                                                                                        | Nico Hülkenberg     | Sauber-Ferrari       | 2 min 01 s 712   | 1 min 49 s 088   |                  |
| 12                                                                                        | Adrian Sutil        | Force India-Mercedes | 2 min 02 s 749   | 1 min 49 s 103   |                  |
| 13                                                                                        | Sergio Pérez        | McLaren-Mercedes     | 2 min 02 s 425   | 1 min 49 s 304   |                  |
| 14                                                                                        | Giedo van der Garde | Caterham-Renault     | 2 min 00 s 564   | 1 min 52 s 036   |                  |
| 15                                                                                        | Jules Bianchi       | Marussia-Cosworth    | 2 min 02 s 110   | 1 min 52 s 563   |                  |
| 16                                                                                        | Max Chilton         | Marussia-Cosworth    | 2 min 02 s 948   | 1 min 52 s 762   |                  |
| 17                                                                                        | Pastor Maldonado    | Williams-Renault     | 2 min 03 s 072   |                  |                  |
| 18                                                                                        | Jean-Éric Vergne    | Toro Rosso-Ferrari   | 2 min 03 s 300   |                  |                  |
| 19                                                                                        | Daniel Ricciardo    | Toro Rosso-Ferrari   | 2 min 03 s 317   |                  |                  |
| 20                                                                                        | Valtteri Bottas     | Williams-Renault     | 2 min 03 s 432   |                  |                  |
| 21                                                                                        | Esteban Gutiérrez   | Sauber-Ferrari       | 2 min 04 s 324   |                  |                  |
| 22                                                                                        | Charles Pic         | Caterham-Renault     | 2 min 07 s 384   |                  |                  |
| Temps minimal à réaliser pour la qualification : 2 min 08 s 603 (107 % de 2 min 00 s 190) |                     |                      |                  |                  |                  |

## Action Greenpeace
Peu avant le départ de la course, quatre militants de Greenpeace tentent de perturber le déroulement de la course en survolant, en parapente motorisé, la tribune de la grille de départ et déployant une banderole : "Artic Oil ? Shell No ! " sur la tribune principale du circuit. Le but de leur action était de dénoncer les activités de Shell (sponsor principal du Grand Prix de Belgique) de forage en Arctique. Greenpeace complète son message par un communiqué de presse attaquant le pétrolier : « Shell est le sponsor principal du Grand Prix de Formule 1 de Belgique, c'est donc un grand jour pour la compagnie pétrolière mais loin du circuit, elle est impliquée dans une course d’un tout autre ordre, une course insensée pour s'approprier le pétrole enfoui sous la glace du pôle Nord [...] Une marée noire en Arctique aurait des conséquences dramatiques pour cette région d’une beauté à couper le souffle et pour les ours polaires qui y vivent [...] Il est temps de distinguer le sport de son sponsor et de révéler le vrai visage de Shell. Demandez à Shell de cesser de forer en Arctique. »,,
Greenpeace a aussi perturbé la cérémonie du podium en déployant, à l'aide d'une télécommande, une banderole portant l'adresse du site internet savethearctic.org installée quinze jours auparavant. Cette action n'a été visible que par les spectateurs du circuit, les caméras de la FOM ayant évité de relayer les propos de Greenpeace,. 
Durant la cérémonie, une activiste de Greenpeace, tenant une bandelore portant le message Congratulations! Now, help us to save the arctic a tenté de descendre en rappel sur le podium depuis la tribune VIP à l'aide d'une corde mais en a été empêchée par le service d'ordre,,.
Peu après la retransmission du Grand Prix sur la RTBF, la chaîne diffuse un spot de Greenpeace dénonçant les forages en Arctique. Les sociétés pétrolières dans leur ensemble y sont dénoncées et non plus seulement Shell.

## Course

### Déroulement de l'épreuve

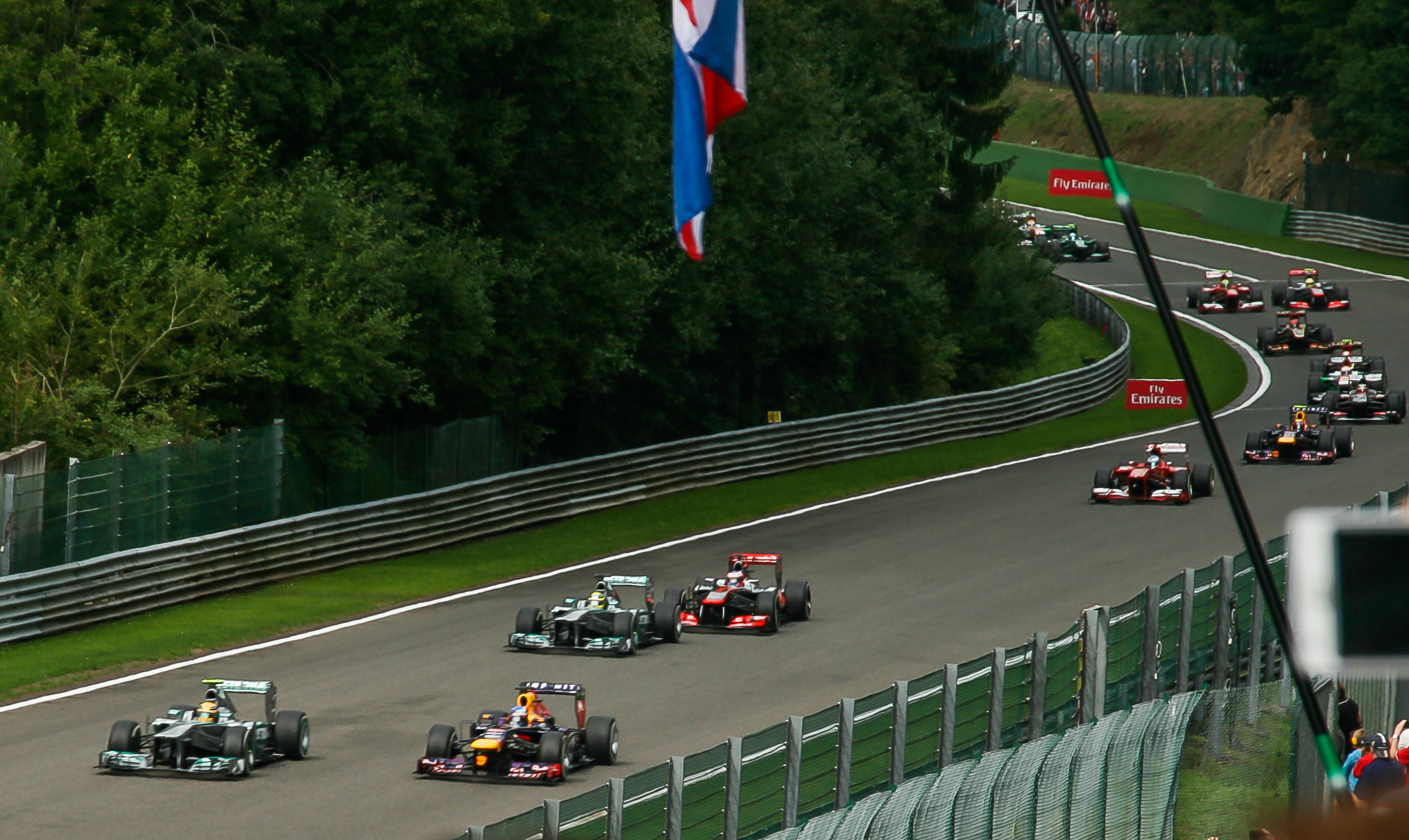
Le départ du Grand Prix de Belgique 2013, à la sortie de l'Eau Rouge

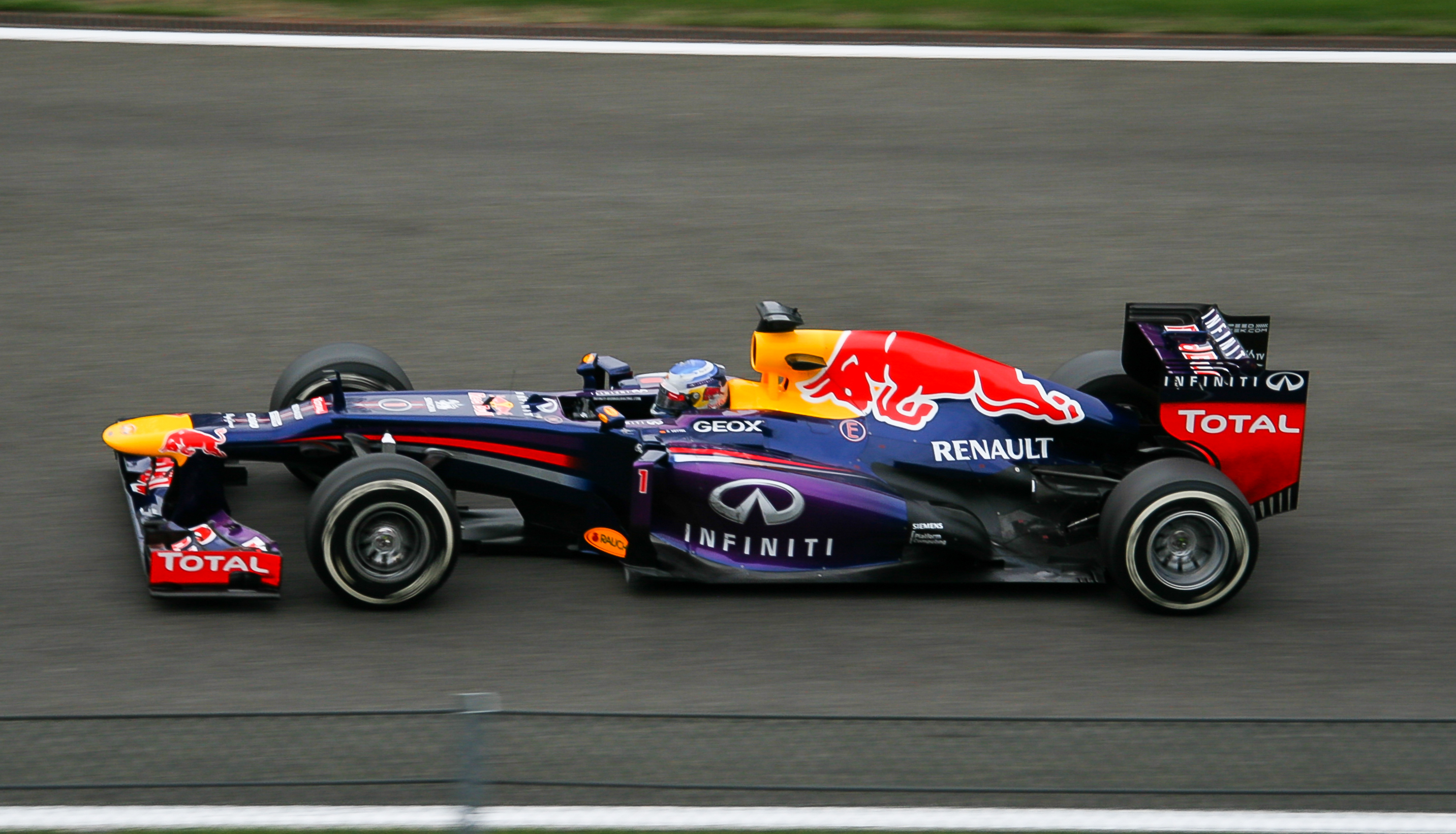
Sebastian Vettel en tête du Grand Prix de Belgique.

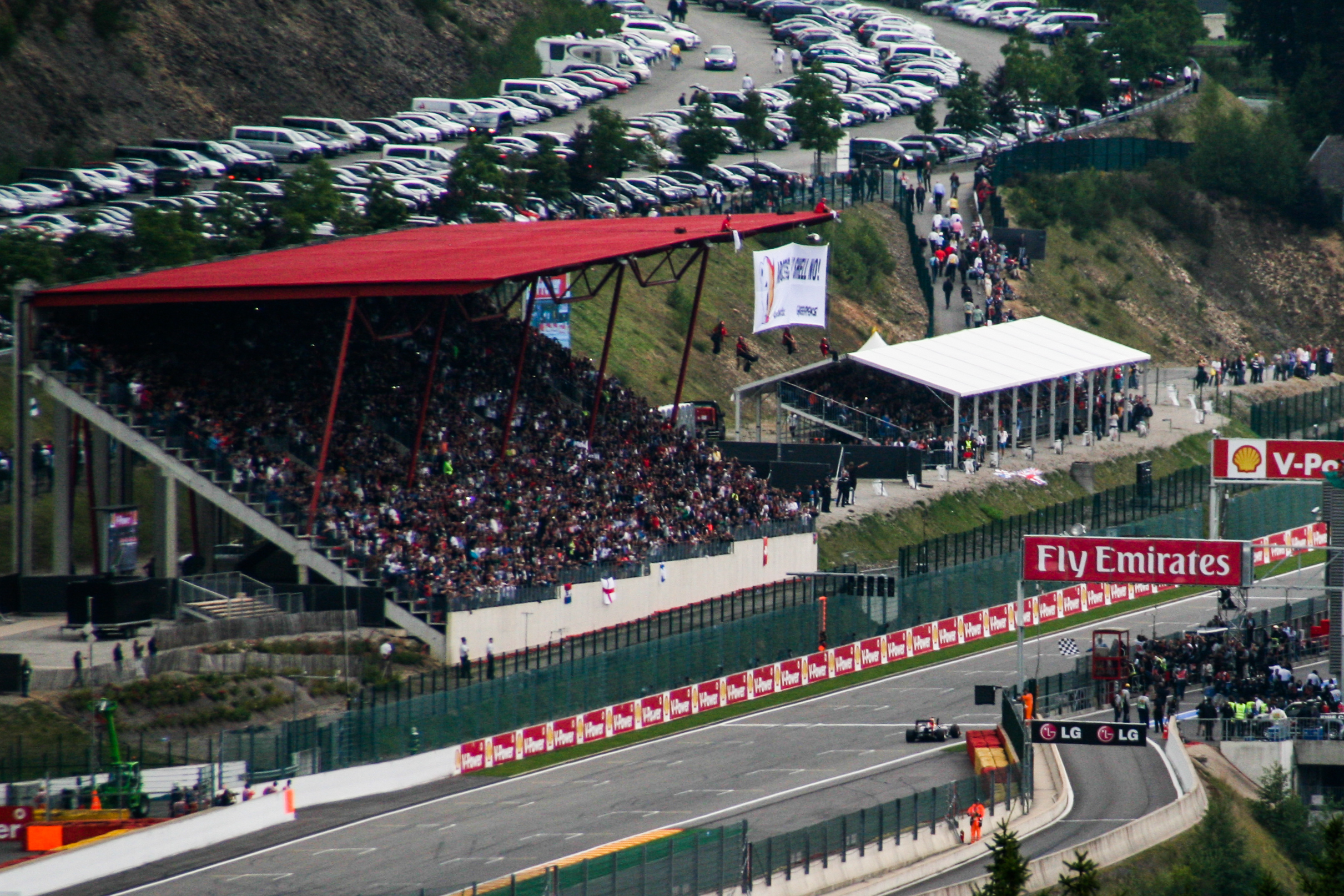
Sebastian Vettel passe le drapeau à damier en vainqueur.

Le départ du Grand Prix de Belgique est donné sur une piste sèche mais les nuages gris restent menaçants. Comme la séance de qualification de la veille s'est déroulée en partie sous la pluie, les pilotes ont la possibilité de choisir leurs pneumatiques : à l'exception d'Esteban Gutiérrez, Daniel Ricciardo, Jules Bianchi et Max Chilton, tous choisissent le mélange le plus tendre proposé par Pirelli,,.
À l'extinction des feux, Lewis Hamilton, en pole position, prend un envol parfait devant Sebastian Vettel et Nico Rosberg ; Alonso gagne quatre positions et est déjà cinquième ; Grosjean dépasse trois concurrents mais perd cet avantage dans l'épingle de la source où il se fait repasser ; Webber, troisième au départ, n'est plus que sixième. Vettel place sa monoplace dans l'aspiration d'Hamilton dans le raidillon de l'Eau Rouge, et son gain de vitesse dans la ligne droite de Kemmel lui permet de le dépasser avant le freinage de Combes pour s'emparer de la première place. Au premier passage sur la ligne de chronométrage, Vettel précède Hamilton, Rosberg, Jenson Button, Fernando Alonso, Mark Webber, Paul di Resta, Nico Hülkenberg, Romain Grosjean, Kimi Räikkönen, Sergio Pérez, Felipe Massa et Adrian Sutil,,.
Sebastian Vettel creuse rapidement l'écart sur ses poursuivants : au troisième passage, il a 3 secondes d'avance sur Hamilton, 5 s sur Rosberg, 6 sur Button, 7 sur Alonso, 8 s sur Webber, 9 s sur di Resta, 10 s sur Hülkenberg et Räikkönen et 11 s sur Grosjean. Quelques instants plus tard, Alonso passe Button et se lance à la poursuite de Rosberg, qu'il double deux boucles après. Si Alonso a Hamilton en vue dans les lignes droites, l'écart entre les deux est d'un peu plus de trois secondes,,.
Dans le huitième tour, Sergio Pérez attaque Romain Grosjean et le force à couper la chicane au bout de la ligne droite pour éviter un accrochage ; Grosjean perd deux places et Pérez est pénalisé un peu plus tard par un drive-through. Peu après, Räikkönen passe Hülkenberg et pointe en huitième position. Toutefois, les freins de sa Lotus laissent échapper une épaisse fumée noire inquiétante,,. 
Hülkenberg et Massa s'arrêtent au neuvième tour pour changer de pneus, di Resta et Jean-Éric Vergne au suivant, Hamilton, Sutil et Pastor Maldonado au onzième. Hamilton ressort des stands derrière Grosjean et perd un temps important. Il parvient à le dépasser mais est aussitôt redoublé par le Français. Rosberg, Alonso, Webber, Vettel, Räikkönen, Bottas, Giedo van der Garde, Jules Bianchi, Button, Pérez et Grosjean s'arrêtent tous entre le douzième et le vingt-deuxième tour. Alonso et Webber ressortent des stands juste derrière Grosjean et Hamilton. Alonso s'extrait mieux de l'épingle de La Source qu'Hamilton et le dépasse ; Hamilton, à la faveur de son DRS, tente de reprendre le dessus dans la ligne droite menant au raidillon mais Alonso résiste et conserve sa deuxième place virtuelle,,. 
À la mi-course, Romain Grosjean, septième, ne s'est toujours pas arrêté et atteint la limite d'efficacité de ses pneus : il perd trois secondes au tour par rapport au rythme des leaders. Il effectue alors son unique arrêt pour chausser des pneus durs avec lesquels il finira la course. Au vingt-troisième passage, Vettel devance Alonso de 9 secondes, Hamilton de 13 s, Rosberg de 19 s, Webber de 20 s, Button de 30 s ; suivent Massa, Räikkönen, Sutil, di Resta, Hülkenberg, Vergne, Grosjean et Ricciardo. Hülkenberg et Vergne changent leurs pneus au vingt-quatrième tour, Rosberg et di Resta au suivant, Hamilton, Massa, Sutil au vingt-sixième, Alonso, Gutiérrez, Bottas au vingt-huitième, Webber, Bianchi au suivant, Vettel, Van der Garde au trentième, Ricciardo au trente-troisième et Button au suivant,,.
Pendant ce temps, Kimi Räikkönen, en délicatesse avec ses freins depuis le début du Grand Prix, est victime d’une défaillance d'un frein avant au freinage de la dernière chicane en tentant un dépassement sur Massa. Le Finlandais entre immédiatement aux stands et abandonne pour la première fois en 38 courses. Sa série record de courses terminées dans les points, démarrée lors du Grand-Prix de Bahrain 2012, s'achève donc sur le chiffre de vingt-sept. Un autre rebondissement intervient dans les instants suivants. Une rude lutte entre Sutil, Gutiérrez, di Resta et Maldonado se conclut par une touchette entre Gutiérrez et Maldonado qui perd le contrôle de sa monoplace et percute di Resta, lui arrachant son train arrière-gauche. Di resta abandonne et Maldonado rejoint son stand pour faire réparer sa voiture avant d'être pénalisé d'un stop-and-go de dix secondes. Craignant une intervention de la voiture de sécurité, Alonso entre immédiatement aux stands pour observer son second arrêt. Webber et Vettel font de même aux vingt-neuvième et trentième passages,,.
En tête de course, Sebastian Vettel augmente peu à peu son avantage sur Fernando Alonso à raison de deux à quatre dixièmes de seconde par tour (sept secondes d'avance quand l'Espagnol s'empare de la deuxième place, près de dix-sept à l'arrivée) en attendant une averse annoncée, qui n'aura pas lieu,,,. 
Vettel remporte sa trente-et-unième victoire en Formule 1 et conforte sa première place au championnat. Alonso, deuxième, limite les dégâts au championnat tandis qu'Hamilton, en se classant troisième remonte au troisième rang du championnat ; suivent pour les points Rosberg, Webber, Button, Massa, Grosjean, Sutil et Ricciardo,,.

### Classement de la course
| Pos. | no | Pilote              | Écurie               | Tours | Temps/Abandon                      | Grille | Points |
| ---- | -- | ------------------- | -------------------- | ----- | ---------------------------------- | ------ | ------ |
| 1    | 1  | Sebastian Vettel    | Red Bull-Renault     | 44    | 1 h 23 min 42 s 496 (220,817 km/h) | 2      | 25     |
| 2    | 3  | Fernando Alonso     | Ferrari              | 44    | + 16 s 869                         | 9      | 18     |
| 3    | 10 | Lewis Hamilton      | Mercedes             | 44    | + 27 s 734                         | 1      | 15     |
| 4    | 9  | Nico Rosberg        | Mercedes             | 44    | + 29 s 872                         | 4      | 12     |
| 5    | 2  | Mark Webber         | Red Bull-Renault     | 44    | + 33 s 845                         | 3      | 10     |
| 6    | 5  | Jenson Button       | McLaren-Mercedes     | 44    | + 40 s 794                         | 6      | 8      |
| 7    | 4  | Felipe Massa        | Ferrari              | 44    | + 53 s 922                         | 10     | 6      |
| 8    | 8  | Romain Grosjean     | Lotus-Renault        | 44    | + 55 s 846                         | 7      | 4      |
| 9    | 15 | Adrian Sutil        | Force India-Mercedes | 44    | + 1 min 09 s 547                   | 12     | 2      |
| 10   | 19 | Daniel Ricciardo    | Toro Rosso-Ferrari   | 44    | + 1 min 13 s 470                   | 19     | 1      |
| 11   | 6  | Sergio Pérez        | McLaren-Mercedes     | 44    | + 1 min 21 s 936                   | 13     |        |
| 12   | 18 | Jean-Éric Vergne    | Toro Rosso-Ferrari   | 44    | + 1 min 26 s 740                   | 18     |        |
| 13   | 11 | Nico Hülkenberg     | Sauber-Ferrari       | 44    | + 1 min 28 s 258                   | 11     |        |
| 14   | 12 | Esteban Gutiérrez   | Sauber-Ferrari       | 44    | + 1 min 40 s 436                   | 21     |        |
| 15   | 17 | Valtteri Bottas     | Williams-Renault     | 44    | + 1 min 47 s 456                   | 20     |        |
| 16   | 21 | Giedo van der Garde | Caterham-Renault     | 43    | + 1 tour                           | 14     |        |
| 17   | 16 | Pastor Maldonado    | Williams-Renault     | 43    | + 1 tour                           | 17     |        |
| 18   | 22 | Jules Bianchi       | Marussia-Cosworth    | 43    | + 1 tour                           | 15     |        |
| 19   | 23 | Max Chilton         | Marussia-Cosworth    | 42    | + 2 tours                          | 16     |        |
| Abd. | 14 | Paul di Resta       | Force India-Mercedes | 27    | Accrochage avec Pastor Maldonado   | 5      |        |
| Abd. | 7  | Kimi Räikkönen      | Lotus-Renault        | 25    | Freins                             | 8      |        |
| Abd. | 20 | Charles Pic         | Caterham-Renault     | 9     | Fuite d'huile                      | 22     |        |

### Pole position et record du tour
- Pole position :  Lewis Hamilton (Mercedes Grand Prix) en 2 min 01 s 012 (208,363 km/h)[36].
- Meilleur tour en course :  Sebastian Vettel (Red Bull-Renault) en 1 min 50 s 756 (227,657 km/h) au quarantième tour[37].

### Tours en tête
- Sebastian Vettel : 44 tours (1-44)[38]

## Classements généraux à l'issue de la course
| Pos. | Pilote           | Écurie               | Points |
| ---- | ---------------- | -------------------- | ------ |
| 1    | Sebastian Vettel | Red Bull-Renault     | 197    |
| 2    | Fernando Alonso  | Ferrari              | 151    |
| 3    | Lewis Hamilton   | Mercedes             | 139    |
| 4    | Kimi Räikkönen   | Lotus-Renault        | 134    |
| 5    | Mark Webber      | Red Bull-Renault     | 115    |
| 6    | Nico Rosberg     | Mercedes             | 96     |
| 7    | Felipe Massa     | Ferrari              | 67     |
| 8    | Romain Grosjean  | Lotus-Renault        | 53     |
| 9    | Jenson Button    | McLaren-Mercedes     | 47     |
| 10   | Paul di Resta    | Force India-Mercedes | 36     |
| 11   | Adrian Sutil     | Force India-Mercedes | 25     |
| 12   | Sergio Pérez     | McLaren-Mercedes     | 18     |
| 13   | Jean-Éric Vergne | Toro Rosso-Ferrari   | 13     |
| 14   | Daniel Ricciardo | Toro Rosso-Ferrari   | 12     |
| 15   | Nico Hülkenberg  | Sauber-Ferrari       | 7      |
| 16   | Pastor Maldonado | Williams-Renault     | 1      |

| Pos. | Écurie               | Points |
| ---- | -------------------- | ------ |
| 1    | Red Bull-Renault     | 312    |
| 2    | Mercedes             | 235    |
| 3    | Ferrari              | 218    |
| 4    | Lotus-Renault        | 187    |
| 5    | McLaren-Mercedes     | 65     |
| 6    | Force India-Mercedes | 61     |
| 7    | Toro Rosso-Ferrari   | 25     |
| 8    | Sauber-Ferrari       | 7      |
| 9    | Williams-Renault     | 1      |

## Statistiques
Le Grand Prix de Belgique 2013 représente :
- la 31e pole position de sa carrière pour Lewis Hamilton[41] ;
- la 31e victoire de sa carrière pour Sebastian Vettel qui rejoint Nigel Mansell au cinquième rang des vainqueurs de Grands Prix[42],[43] ;
- la 39e victoire pour Red Bull Racing en tant que constructeur[44] ;
- la 157e victoire pour Renault en tant que motoriste[45];
- le 8e Grand Prix mené de bout en bout par Sebastian Vettel[46].

Au cours de ce Grand Prix :
- Kimi Räikkönen ayant abandonné, le record de courses consécutives terminées dans les points est désormais de 27 (série entamée à Bahreïn en 2012 et terminée en Hongrie en 2013)[47] ;
- Sebastian Vettel passe la barre des 2 000 tours en tête d'un Grand Prix en championnat du monde (2 037 tours en tête)[48] ;
- Derek Warwick (146 Grands Prix entre 1981 et 1993, 71 points et 4 podiums ; vainqueur des 24 Heures du Mans 1992) est nommé assistant des commissaires de course.